# Berberis barandana
Berberis barandana là một loài thực vật có hoa trong họ Hoàng mộc. Loài này được S.Vidal mô tả khoa học đầu tiên năm 1886.